# 줄리안 라삼
쥘리앵 라삼(Julien Rassam, 1968년 6월 14일 ~ 2002년 2월 3일)은 프랑스의 배우, 영화 감독, 각본가다.
뇌이쉬르센에서 태어났으며 파리 4구에서 사망하였다.

## 영화
- 문어 (1998년)
- 브뤼셀에서의 60년대 말의 소녀의 초상 (1994년)
- 여왕 마고 (1994년)
- 고백 (1992년)
- 섹스숍 (1972년)